# Dendryphantes bisquinquepunctatus
Dendryphantes bisquinquepunctatus är en spindelart som beskrevs av Władysław Taczanowski 1878. 
Dendryphantes bisquinquepunctatus ingår i släktet Dendryphantes och familjen hoppspindlar. Inga underarter finns listade i Catalogue of Life.